# Salomé Leclerc
Pour les articles homonymes, voir Leclerc.
Salomé Leclerc (née « Salomé Roux-Leclerc » le 27 avril 1986), est une auteure-compositrice-interprète québécoise

## Biographie
Originaire de Sainte-Françoise-de-Lotbinière, elle fait ses premiers pas en musique à l'âge de dix ans où  elle devient la batteuse du groupe de ses deux grands frères, la menant quelques années plus tard, au concours Secondaire en spectacle.
Elle s'établit à Montréal où elle devient étudiante à l'école nationale de la chanson à Granby tout en travaillant dans une agence de casting.
Sa carrière professionnelle débute vers 2009.  En 2011 elle enregistre l’album Sous les arbres (Audiogram) à Paris. Emily Loizeau participera à la réalisation de ce disque. S'ensuit une longue tournée de deux ans à travers le Québec et l'Europe. À l’automne 2014 elle lance 27 fois l’aurore, son second album, sous l'étiquette Audiogram au Québec et Tôt ou tard en France. 
En 2014 elle remporte  le Prix Espoir FEQ, puis en 2015 le Prix Rapsat-Lelièvre suivi du Prix Félix-Leclerc, en plus du Coup de cœur chanson francophone 2015 remis par l’Académie Charles-Cros en France.
Au cours de l'année 2015, elle participe au Grand spectacle de la fête nationale du Québec sur les Plaines d'Abraham. Sa relecture hommage de la chanson Le Répondeur d'André Fortin (ex-leader du groupe Les Colocs) fut un moment mémorable de la fête. 
Salomé Leclerc participe à la tournée du spectacle Légendes d'un peuple, qui la fait découvrir en tant qu’interprète et musicienne alors qu’on la retrouve à la batterie pour la grande majorité des pièces et à la guitare lorsqu’elle interprète les chansons d’Alexandre Belliard. 
En 2016, elle lance un mini-album comptant trois chansons revisitées de son répertoire ainsi que la chanson La vie d'factrie de Clémence Desrochers qu'elle reprend à sa manière. 
Fin 2017, elle fait la première partie du chanteur Vianney lors d'une série de concerts en France.
Au printemps 2018, elle entre en studio afin de préparer son troisième opus qui verra le jour à l'automne. Sur ce nouvel album, la femme-orchestre cumule les rôles d’auteure-compositrice, d’interprète, de multi-instrumentiste, d’arrangeuse et de réalisatrice.
Au printemps 2019, elle participe à l’album intitulé « Le Saint-Laurent chanté » au profit de la fondation Les Cowboys Fringants avec plusieurs artistes (Alex Nevsky, Patrice Michaud, Marie-Pierre Arthur, Maude Audet, Antoine Corriveau, Elisapie Isaac, Jérôme Minière, Galaxie et Saratoga). Elle y interprète la pièce « Je t’offre ».
Le 26 octobre 2020, elle remporte avec ses complices Christian-Adam Gilbert et Marc-André Duncan, le trophée Félix pour la Sonorisation de l'année lors du Gala de l'ADISQ de l'industrie pour l'album ''Les choses extérieures''.
En juillet 2021, elle annonce la sortie prochaine de son quatrième opus prévue pour octobre de la même année. L’album intitulé « Mille ouvrages mon cœur » est sorti le 8 octobre 2021.

## Prix et Nominations
- 2014 Lauréat: Prix Espoir FEQ
- 2015 Lauréat: Prix Rapsat-Lelièvre
- 2015 Lauréat: Prix Félix-Leclerc ADISQ
- 2015 Lauréat: Coup de cœur chanson francophone 2015 l’Académie Charles-Cros
- 2019 Nomination : Auteur.e ou compositeur, compositrice de l'année - Les choses extérieures ADISQ[7]
- 2019 Nomination : Album folk de l'année - Les choses extérieures GAMIQ[8]
- 2019 Longue liste du prix Polaris - Les choses extérieures[9]

- 2022 Nomination: Album de l'année - adulte contempeorain - Mille ouvrages mon cœur ADISQ[10]
- 2022 Nomination: Auteur.e ou compositeur, compositrice de l'année - Mille ouvrages mon cœur ADISQ
- 2022 Nomination: Réalisation de disque de  l'année - Mille ouvrages mon cœur ADISQ
- 2022 Nomination : Album pop de l'année - Mille ouvrages mon cœur GAMIQ[11]